# 车府增十九
蝎虎座5（车府增十九），又名BD+46 3719，HD 213310、SAO 52055、HR 8572，是蝎虎座的一颗恒星，视星等为4.36，位于銀經99.66，銀緯-8.65，其B1900.0坐标为赤經22h 25m 21.7s，赤緯+47° -8.65′ 42″。